# Thaumastosoma jebamoni
Thaumastosoma jebamoni is een pissebed uit de familie Nannoniscidae. De wetenschappelijke naam van de soort is voor het eerst geldig gepubliceerd in 2001 door Robert Y. George.